# Roderick Chisholm (Titanic)
Roderick Robert Crispin Chisholm (Dumbarton, 20 de dezembro de 1868 – Oceano Atlântico, 15 de abril de 1912) foi o desenhista chefe do RMS Titanic. O desenhista morreu no naufrágio e seu corpo nunca foi encontrado.